# LEGAの13
『LEGAの13』（レーガの13）は、やまざき貴子による日本の漫画作品。
『月刊フラワーズ』（小学館）にて、2006年7月号から2011年12月号まで不定期に連載された。単行本は全6巻。
1話は前後編構成となっており、サブタイトルはイタリア語表記も伴う。

## あらすじ
16世紀後半、ヴェネチア。
青年レガーレは、“魔法使い”と称される薬師の父親の下で見習いとして働きながら、密かに錬金術の研究をしていた。
LEGA（合金）の伝説にある、黄金になり得る12の鉱物を集めたレガーレが探し求めるのは、賢者の石と呼ばれる、どんなものでも黄金に変えてしまう13番目の金属（鉱物?）だった。
ある日レガーレは、占い師に「人生を変える4人の人に出会い、数奇な運命をたどる」と予言される。間もなく錬金術の研究が露見したレガーレは、監禁され、黄金作りを命じられる。

## 登場人物
レガーレ・サルヴィアティ
21歳（初登場時）。薬師の見習いとして働きながら密かに錬金術の研究をしており、どんな金属でも金に変えてしまうLEGA（合金）の13番目「賢者の石」を探している。ギャップの激しいものに弱く、惚れっぽい性格。何でも器用にこなすが、歌は苦手。
占い師に、今後人生を変える4人の人に出会う、変えられて初めて本当の自分が分かることになると予言される。
カルネヴァーレで互いに異性装していたアルフォンシーナと恋に落ちる。
弟子のピエロに、初恋相手に似ていると言われ、自分の出生に疑問を持ち始める。
ゲオルグ・サルヴィアティ
レガーレの父親。薬師。街の人々の病の訴えをたちどころに治してしまうので、“ストレーガ”（魔法使い）と呼ばれている。「不死の薬」を求めている。
フィレンツェで薬について学んだのならば、メディチ家に近いところに勤め、サルヴィアティ家 と少なからず関係があるはずだが、なぜかその名を名乗りたがらず、「ゲオルグ・ストレーガ」と名乗ることの方が多い。
クラリーチェ
レガーレとコルヴォ以外にその姿は見えず、声も聞こえない、いわゆる「霊体」らしいが体温もあり、レガーレなら触ることもできる。レガーレが物心ついた時から一緒にいる。サルヴィアティ家の過去を知る。
コルヴォ・ポポラーレ
昼間は分厚い眼鏡をかけた、民の信頼厚い真面目なコルヴォロ神父、夜は酒場に出没しては、賭けに興じ女を口説く遊び人。ヴェネチアの大使や投資家の顔も持ち、謎が多い。
パスクアーレ・チコーニャ
ヴェネチアのドージェ（元首）。ヴェネチアの経済を安定させるために、レガーレに黄金を作るよう命じ、ドゥカーレ宮殿（元首官邸）に監禁する。
長男アルヴィーゼは総督として軍事と商売の習得に努めており、次男ルドヴィーコはペルシアの大使を、三男ロレンツォはヴェネチア政府の商売の大使として異国を旅する生活を送っており、四男ジュリアーノは大使見習い、長女アルフォンシーナは結婚を嫌がり尼僧院へ入り、末娘のコンテッシナはミラーノのスフォルツァ家へ嫁いだ。
終身任期ドージェの地位を狙う者の策で側近に裏切られ、ルドヴィーコを喪い、騒動の責任を取りドージェの職も自ら辞任 した。
アルフォンシーナ・チコーニャ
ドージェの娘。18歳（初登場時）。美しいプラチナブロンドの髪を持ち、ヴェネチア一の美女と謳われた母・エレオノーラにそっくりに育ったが、恋愛に興味がなく、幾度も縁談を断ってきた。兄たちの家庭教師に教わり、語学力もその辺の男には負けず、いつか大使となり異国を廻るのが夢。
レガーレと恋に落ち、駆け落ちの約束をするが、見つかれば死刑になってしまうレガーレの身を案じ、当初の予定通りジュデッカ島の尼僧院へ入る。
フランチェスコ・ガチ
レガーレの学生時代の同級生。学生時代から大人っぽく、声を荒らげたりすることは一度もなかった。絵師（ピットーレ）を目指しており、レガーレからは“ピットーレ”と呼ばれている。宗教画の天使のように美しい顔立ち。メディチ家の勢力を削ぐ道具として利用される。
ピエロ・オルベテロ
コメディア・デラルテ（旅芸人）のアルレッキーノ一座の歌歌い。13歳（初登場時）。頭領がドージェと気が合ってからはずっとヴェネチアに滞在している。頭領はドージェの密偵という裏の仕事も請け負っている。歌の才能をドージェに見込まれ、音楽の勉強をしながらレガーレの弟子になる。記憶力が良い。北ヴェネト州を転々としていた時にレガーレに瓜二つの女性の肖像画に一目惚れしたが、城主に「将来王妃になる女性」だと説明され、当初レガーレを女だと思っていた。レガーレが牢獄に入れられた後、ヴェネツィア追放処分を受け悲嘆に暮れていたところをクリストバルに助けられ、彼の元で教養を身に付けた。
クリストバル＝コロン
トルコの商人。5カ国語を話せる。ボローニャ大学に行っていた3年の間に美しく成長した妹クリスティーナに恋をしてしまう。妹を連れ戻すためにヴェネチアを訪れ、すぐにコンスタンティノープルに帰る予定だったが、商人としての目利きの良さを買われ、ヴェネチア滞在期間が延びた。
クリスティーナ
クリストバルの妹、彼女もまたクリストバルのことが好きだったが、諦めるために娼婦になると宣言しヴェネチアへ。サロンデビューで最初に結婚を申し出た下級貴族とあっさり結婚してしまう。
マリーノ・グリマーニ
チコーニャの後任のドージェ。派手さや影響力は今ひとつだが、堅実で慎重派、女遊びが好き。
カテリーナ・グリマーニ
マリーノの妻。地味な容姿のため、夫に見向きもされず、夫の浮気症に悩まされてきた。夫の出世のためと割り切り、若い芸術家の卵のパトロンとなり、高級貴族のサロンに送り込んでは情報収集をするやり手。パトロンをしていた画家の卵ロレンツォの純朴さに心から惹かれるが、夫の愛人の子であることに気付き苦悩する。
レガーレを牢から出し、ネピ・ロマーノの屋敷がある小さな島に軟禁する。
ネピ・ロマーノ
元はワイン卸問屋の息子。独身を貫き、親族からは学術三昧の変わり者と見られている。ボローニャ大学やパドヴァ大学で天文学と幾何学の教鞭を取る。ゲオルグとはフィレンツェにいた頃からの知り合い。
セバスチアーノ
ネピ・ロマーノの執事。ネピの意向でネピの振りをしてレガーレに接していた。
ビオンダ
ネピ・ロマーノの姪。17歳。没落貴族の娘。美しい金髪の持ち主。ハキハキとした性格のブルネッタに嫉妬している。
ブルネッタ・バトリー
ネピ・ロマーノの姪。17歳。バールのカメリエーラ（給仕人）。見事な黒髪の持ち主。どちらがレガーレを落とせるか勝負しようとビオンダに持ちかける。

## 書誌情報
やまざき貴子 『LEGAの13』 小学館〈フラワーコミックスα〉 全6巻
1. 2007年7月26日発売、ISBN 978-4-09-131166-5
2. 2008年7月10日発売、ISBN 978-4-09-131693-6
3. 2009年7月10日発売、ISBN 978-4-09-132624-9
4. 2010年8月10日発売、ISBN 978-4-09-133317-9
5. 2011年8月10日発売、ISBN 978-4-09-134019-1
6. 2012年1月10日発売、ISBN 978-4-09-134259-1